# Pacyna
Pacyna – wieś sołecka (dawniej miasto) w Polsce położona w województwie mazowieckim, w powiecie gostynińskim, w gminie Pacyna.
Pacyna uzyskała lokację miejską około 1519 roku, zdegradowana przed 1579 rokiem. Prywatne miasto szlacheckie położone było w drugiej połowie XVI wieku w powiecie gąbińskim ziemi gostynińskiej województwa rawskiego. W latach 1975–1998 miejscowość administracyjnie należała do województwa płockiego.
Miejscowość jest siedzibą gminy Pacyna.

## Historia

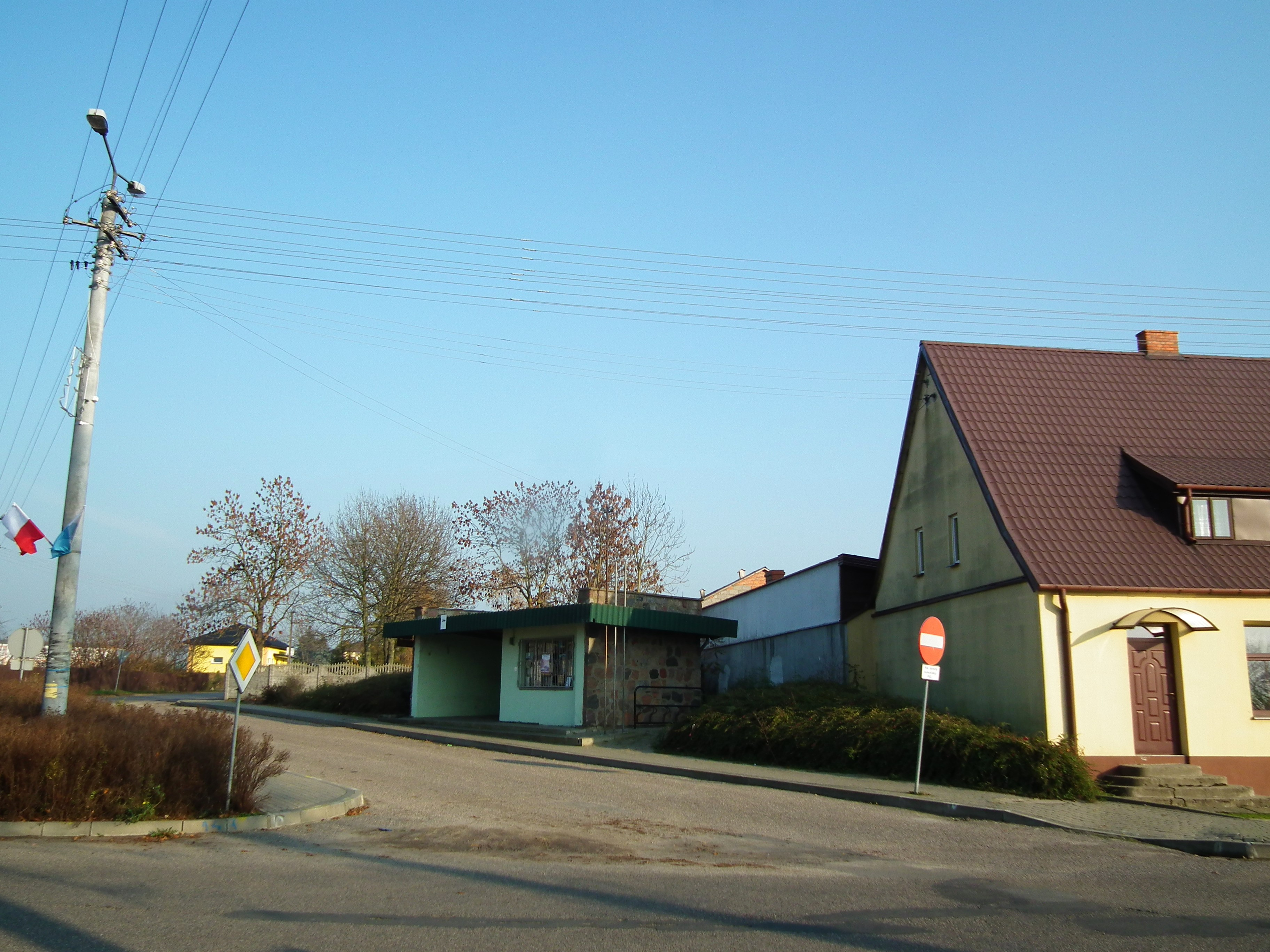
Część wsi z przystankiem autobusowym

Najstarsza pisana wzmianka o Pacynie pochodzi z 1430 r. i znajduje się w Archiwum Archidiecezjalnym w Poznaniu. Pacyna w XVI w. była miastem. Prawa miejskie uzyskała 6 marca 1509 r. W 1519 r. miasto zniszczył pożar.
W wyniku II rozbioru Polski Pacyna w 1792 r. znalazła się pod panowaniem pruskim. Zgodnie z nowym podziałem administracyjnym była położona w prowincji Prus Południowych w departamencie warszawskim.
W listopadzie 1806 r. na ziemie powiatu gostynińskiego wkroczyły wojska napoleońskie. Po utworzeniu Księstwa Warszawskiego i kolejnych zmianach administracyjnych prefektem powiatu gostynińskiego został Teodor Dembowski - właściciel dóbr Pacyna. Po klęsce Napoleona w 1813 r. ziemie, na których znajdowała się Pacyna, zostały zajęte przez Rosjan.
Pacyna znalazła się w granicach utworzonego w 1815 r. Królestwa Polskiego. W 1825 r. miejscowość liczyła 341 mieszkańców, zaś w roku 1885 Pacynę zamieszkiwały 462 osoby. W 1873 roku dobra Pacyny składały się z folwarków: Model, Kamionka, Lękowiec oraz wsi Pacyna. Siedzibą dóbr była Pacyna. W skład majątku wchodziły m.in.: gorzelnia, dwa wiatraki, cukrownia oraz złoża torfowe. Miejscowość w tym czasie przynależała do powiatu gostynińskiego, Sądu w Sannikach oraz poczty w Gąbinie. W okresie między powstaniem listopadowym a styczniowym majątek Pacyna należał do przodujących w Królestwie - słynął z hodowli bydła i koni. W październiku 1861 r. namiestnik Królestwa Polskiego hrabia Karol Lambert wprowadził nowy podział administracyjny. Pacyna znalazła się w granicach powiatu gostynińskiego, w okręgu kaliskim, guberni warszawskiej. W czasie trwania powstania styczniowego nie doszło do walk na terenie samej Pacyny. Źródła informują o walce pod wsią Słup 3 sierpnia 1863 r. Zginęło tam wówczas 17 powstańców, 9 wzięto do niewoli, a następnie powieszono we wsi Model. Druga potyczka miała miejsce we wsi Słomków. Podejrzani o sprzyjanie sprawie narodowej dziedzice byli poddawani przez władze cesarskie represjom, a ich majątki były palone. Z rozkazu władz rosyjskich spalono folwarki Słup i Malina położone w gminie Pacyna.
17 września 1939 r. do Pacyny wkroczyły wojska niemieckie. Część mieszkańców Pacyny wysiedlono z ich domów, a ich gospodarstwa przejęli osadnicy niemieccy. 20 listopada 1939 r. Pacyna została włączona do Rzeszy. 18 stycznia 1945 r. na teren gminy wkroczyły wojska Armii Czerwonej, które wyzwoliły mieszkańców Pacyny.
We wsi znajduje się rzymskokatolicki murowany kościół św. Wawrzyńca oraz cmentarz.